# Belfort
Belfort là tỉnh lỵ của tỉnh Territoire de Belfort, thuộc vùng Bourgogne-Franche-Comté của Pháp, có dân số là 50.417 người (thời điểm 1999).

## Các thành phố kết nghĩa
- Leonberg (Baden-Württemberg, Đức)
- Skikda (Algérie)
- Delémont (Thụy Sĩ)
- Stafford (Vương quốc Liên hiệp Anh và Bắc Ireland)
- Saporischschja (Ukraina)

## Những người con của thành phố
- Jean-Pierre Chevènement, bộ trưởng
- Léon Deubel, nhà thơ trữ tình
- Michel Godard, nhạc sĩ jazz
- Gérard Grisey, nhà soạn nhạc
- Étienne Mattler, vận động viên bóng đá
- Olivier Schoenfelder, vận động viên trượt băng nghệ thuật